# لاوباخ (کوخم-تسل)
لاوباخ (به آلمانی: Laubach) یک شهر در آلمان است که در کوخم-تسل واقع شده‌است. لاوباخ ۶۸۴ نفر جمعیت دارد.